# Płytki facet
Płytki facet (ang. Shallow Hal) – amerykańsko-niemiecka komedia romantyczna z 2001 roku w reżyserii Bobby’ego i Petera Farrellych. W filmie wystąpili Gwyneth Paltrow, Jack Black i Jason Alexander. Zdjęcia kręcono w Karolinie Północnej (Charlotte, Concord) i Massachusetts (Princeton).

## Fabuła
Hal ocenia kobiety wyłącznie po wyglądzie, a jego ideałem są modelki z rozkładówek kolorowych magazynów. Pewnego dnia zostaje zahipnotyzowany przez guru, który nakazuje mu dostrzegać w płci przeciwnej piękno wewnętrzne. Niebawem Hal spotyka monstrualnie otyłą Rosemary, w której się zakochuje. Wkrótce jednak czar pryska.

## Obsada
- Jack Black jako Hal Larson
- Gwyneth Paltrow jako Rosemary Shanahan
- Jason Alexander jako Mauricio Wilson
- Joe Viterelli jako Steve Shanahan
- Jill Christine Fitzgerald jako pani Shanahan
- Tony Robbins jako on sam
- Steve Tyler jako Waiter
- Bruce McGill jako Reverend Larson
- Molly Shannon jako pani Mary Larson
- Sasha Neulinger jako młody Hal
- Susan Ward jako Jill
- Rene Kirby jako Walt
- Kyle Gass jako Artie
- Brooke Burns jako Katrina